# Molossus aztecus
Molossus aztecus es una especie de murciélago de la familia Molossidae.

## Distribución geográfica
Se encuentra en México Guatemala y Venezuela.